# Едуарду Куарежма
Едуарду Філіпе Куарежма Коімбра Сімоеш (порт. Eduardo Filipe Quaresma Coimbra Simões, нар. 2 березня 2002, Баррейру, Португалія) — португальський футболіст, центральний захисник лісабонського «Спортінга».

## Ігрова кар'єра

### Початок
Едуарду Куарежма починав займатися футболом у своєму рідному місті Баррейру, в спортивній школі місцевого клубу «Фабріл».У 2011 році футболіст приєднався до академії столичного клубу «Спортінг». Де тривалий час грав за молодіжні команди. У 2020 році португальський клуб відхилив пропозицію італійського «Мілана» продати Куарежму за 5 млн євро плюс уругвайського захисника Дієго Лаксальта. Також «Інтер» та «РБ Лейпциг» були зацікавлені в переході Куарежми але сам футболіст підписав зі «Спортінгом» новий контракт до 2025 року.
4 червня 2020 року Куарежма провів першу гру на професійному рівні, вийшовши на поле у матчі чемпіонату Португалії проти «Віторії» (Гімарайнш). У наступному сезоні захисник провів лише три матчі в основному складі але разом з командою отримав титул чемпіона країни, перший для «Спортінга» за останні 19 років.

### Оренда в «Тонделу» та «Гоффенгайм 1899»
Вілтку 2021 року Куарежма був відданий в річну оренду до клубу Прімейра-лігі «Тондела». Захисник провів весь сезон як гравець основи команди але «Тондела» вилетіла до нижчого дивізіону. Та 22 травня 2022 року разом з командою Едуарду грав у фіналі Кубка Португалії, де «Тондела» поступилася «Порту».
Наступний сезон Куарежма також грав в оренді. Він провів шість матчі в німецькій Бундеслізі в клубі «Гоффенгайм 1899».

### Повернення в «Спортінг»
Влітку 2023 року Куарежма повернувся до «Спортінга», де починав сезон в якості резервного гравця. Але через травми основних захисників тренери команди змушені були дати можливість грати Едуарду. Своєю грою в наступних матчах захисник забронював за собою місце в основі команди. У лютому 2024 року Куарежма дебютував на міжнародному рівні - у матчі плей-оф Ліги Європи проти швейцарського «Янг Бойз». За результатами того сезону захисник вдруге став чемпіоном країни в складі «Спортінга».

## Збірна
З 2017 році Едуарду Куарежма грає за юнацькі збірні Португалії всіх вікових категорій. З 2021 року він є гравцем молодіжної збірної Португалії.

## Особисте життя
Едуарду Куарежма має родинні стосунки з бразильським футболістом та тненером Зіку. Також Едуарду є родичем португальському футболісту Рікардо Куарежмі.

## Титули
Спортінг
 Чемпіон Португалії (3): 2020/21, 2023/24, 2024/25
 Переможець Кубка ліги: 2020/21
 Переможець Кубка Португалії: 2024/25
Тондела
- Фіналіст Кубка Португалії: 2021/22